# خانه عالم‌زاده
خانه عالم زاده مربوط به اواخر دوره قاجار - اوایل دوره پهلوی است و در اصفهان، محله جلفا، خیابان حکیم نظامی، کوچه تبریزیها، کوچه جنت، پلاک ۱۰ واقع شده و این اثر در تاریخ ۳ خرداد ۱۳۸۶ با شمارهٔ ثبت ۱۹۱۴۷ به‌عنوان یکی از آثار ملی ایران به ثبت رسیده است.